# روني لوري
روني لوري (بالإنجليزية: Ronnie Lowrie)‏ هو لاعب كرة قدم بريطاني في مركز حراسة المرمى، ولد في 5 مارس 1955 في أبردين في المملكة المتحدة. لعب مع نادي كلايدبانك ‏.